# Renee Olstead
Rebecca Renee Olstead (Houston, 18 giugno 1989) è un'attrice e cantante statunitense.
Deve la sua popolarità all'aver interpretato il ruolo di Madison nella serie La vita segreta di una teenager americana. È apparsa inoltre nella serie Still Standing, interpretando il ruolo di Lauren Miller. Ha registrato cinque album in studio di stile jazz.

## Biografia
Nasce a Kingwood (Texas), figlia di Christopher Eric Olstead e Rebecca Lynn Jeffries. Dal 2002 al 2006 è apparsa nella sitcom Still Standing interpretando il ruolo di Lauren Miller. Nel 2004 ha ottenuto una piccola parte nel film 30 anni in 1 secondo. Inoltre ha recitato nella serie La vita segreta di una teenager americana interpretando il ruolo di Madison.

### Carriera musicale
Nel 2004 realizza per la Warner Records un album jazz e pop, ricevendo ottimi commenti dalla critica. L'album è stato prodotto in quantità limitata, comunque un debutto, che le ha consentito di esibirsi a Berlino per il Live 8, del 2 luglio 2005. Nel 2005 registra con il trombettista Chris Botti l'album To Love Again: The Duets. Lo stesso brano fu incluso nel DVD del 2006, Chris Botti Live with Orchestra and Special Guest. Il suo stile canoro è influenzato da artisti quali Ella Fitzgerald e Sarah Vaughan. Il suo talento musicale venne scoperto da David Foster, produttore del suo primo album. Ha inoltre partecipato con Foster all'Oprah Winfrey Show.
L'album successivo, intitolato Skylark, venne prodotto da Foster. L'album venne pubblicato solo il 27 gennaio 2009, ma ha subito diversi rinvii, in quanto doveva essere pubblicato nel 2005.

## Discografia
- Stone Country (2000)
- Unleashed (2000)
- By Request (2002)
- Renee Olstead (2004)
- Skylark (2009)

## Filmografia
- Deadly Family Secrets (1995)
- Cadillac Ranch, regia di Lisa Gottlieb (1996)
- Santa, NASA & the Man in the Moon (1996)
- Ceftin Wiz Kids (1996)
- The Usher (1997)
- Out There (1997)
- Giorni contati - End of Days (End of Days), regia di Peter Hyams (1999)
- Insider - Dietro la verità (The Insider), regia di Michael Mann (1999)
- Space Cowboys, regia di Clint Eastwood (2000)
- Geppetto
- BancoPaz (2002)
- 30 anni in 1 secondo (13 Going on 30), regia di Gary Winick (2004)
- Super Sweet 16: Th Movie (2007)
- Unfriended, regia di Levan Gabriadze (2014)

### Televisione
- Streets of Laredo – miniserie TV (1995)
- Il tocco di un angelo (1998)
- Reunited (1998)
- Providence (1999), 1 episodio
- Chicken Soup for the Soul (1999), 1 episodio
- Still Standing (2002-2006)
- She Spies – serie TV, 1 episodio (2002)
- My Guide to Becoming a Rock Star (2002), 1 episodio (Fame)
- La vita segreta di una teenager americana – serie TV (2008-2013)
- The Bling Ring, regia di Michael Lembeck – film TV (2011)